# Гудрідж (Міннесота)
Гудрідж (англ. Goodridge) — місто (англ. city) в США, в окрузі Пеннінгтон штату Міннесота. Населення — 112 особи (2020).

## Географія
Гудрідж розташований за координатами 48°8′39″ пн. ш. 95°48′14″ зх. д. / 48.14417° пн. ш. 95.80389° зх. д. (48.144120, -95.803932). За даними Бюро перепису населення США в 2010 році місто мало площу 0,49 км², уся площа — суходіл.

## Демографія
Згідно з переписом 2010 року, у місті мешкали 132 особи в 60 домогосподарствах у складі 36 родин. Густота населення становила 270 осіб/км².  Було 66 помешкань (135/км²).
Расовий склад населення:
| - 97,0 % — білих - 0,8 % — корінних американців - 0,8 % — чорних або афроамериканців - 1,5 % — осіб інших рас |

До двох чи більше рас належало 0,0 %. Частка іспаномовних становила 4,5 % від усіх жителів.
За віковим діапазоном населення розподілялося таким чином: 30,3 % — особи молодші 18 років, 59,1 % — особи у віці 18—64 років, 10,6 % — особи у віці 65 років та старші. Медіана віку мешканця становила 41,7 року. На 100 осіб жіночої статі у місті припадало 97,0 чоловіків;  на 100 жінок у віці від 18 років та старших — 95,7 чоловіків також старших 18 років.
Середній дохід на одне домашнє господарство  становив 46 903 долари США (медіана — 46 250), а середній дохід на одну сім'ю — 48 152 долари (медіана — 46 563). За межею бідності перебувало 9,3 % осіб, у тому числі 0,0 % дітей у віці до 18 років та 0,0 % осіб у віці 65 років та старших.
Цивільне працевлаштоване населення становило 73 особи. Основні галузі зайнятості: виробництво — 24,7 %, освіта, охорона здоров'я та соціальна допомога — 19,2 %, роздрібна торгівля — 15,1 %, мистецтво, розваги та відпочинок — 12,3 %.